# Bertrand Raoul
Bertrand Raoul, mort le 26 février 1432, est un prélat français, évêque de Digne au XVe siècle.

## Biographie
Pierre est probablement membre de l'ordre des franciscains. Il est nommé évêque de Digne en 1408 et assiste au concile de Pise.
Raoul promulgue divers statuts. Il signe les titres de réformation du chapitre de Sisteron en 1432. 

## Source
- La France pontificale (Gallia Christiana), Paris, s.d.